# Kaloula
Kaloula – rodzaj płazów bezogonowych z podrodziny Microhylinae w rodzinie wąskopyskowatych (Microhylidae).

## Zasięg występowania
Rodzaj obejmuje gatunki występujące od Korei i północnych Chin do Małych Wysp Sundajskich i Filipin; także w Bangladeszu i Indiach.

## Systematyka

### Etymologia
- Kaloula (Calohyla, Callula, Kallula): gr. καλος kalos „piękny”[13]; łac. przyrostek zdrabniający -ula[14].
- Hyladactylus (Hyladactyla, Hylaedactylus): rodzaj Hyla Laurenti, 1768; gr. δακτυλος daktulos „palec”[15]. Gatunek typowy: Bombinator baleatus Müller, 1836.
- Plectropus: gr. πληκτρον plēktron „ostroga”; πους pous, ποδος podos „stopa”[6]. Gatunek typowy: Plectropus pictus A.M.C. Duméril & Bibron, 1841.
- Holonectes: gr. ὁλος holos „cały, całkowity”; νηκτης nēktēs „pływak”, od νηχω nēkhō „pływać”[8]. Gatunek typowy: Hylaedactylus (Holonectes) conjunctus Peters, 1863.
- Cacopoides: rodzaj Cacopus[c] Günther, 1864; gr. -οιδης -oidēs „przypominający”[10]. Gatunek typowy: Cacopoides borealis Barbour, 1908.

### Podział systematyczny
Do rodzaju należą następujące gatunki:
- Kaloula aureata Nutphand, 1989
- Kaloula baleata (Müller, 1836)
- Kaloula borealis (Barbour, 1908)
- Kaloula conjuncta (Peters, 1863)
- Kaloula ghoshi Cherchi, 1954
- Kaloula indochinensis Chan, Blackburn, Murphy, Stuart, Emmett, Ho & Brown, 2013
- Kaloula kalingensis Taylor, 1922
- Kaloula kokacii Ross & Gonzales, 1992
- Kaloula latidisca Chan, Grismer & Brown, 2014
- Kaloula mediolineata Smith, 1917
- Kaloula meridionalis Inger, 1954
- Kaloula nonggangensis Mo, Zhang, Zhou, Chen, Tang, Meng & Chen, 2013
- Kaloula picta (A.M.C. Duméril & Bibron, 1841)
- Kaloula pulchra J.E. Gray, 1831 – termitówka południowoazjatycka[16]
- Kaloula rigida Taylor, 1922
- Kaloula rugifera Stejneger, 1924
- Kaloula verrucosa Boulenger, 1904
- Kaloula walteri Diesmos, Brown & Alcala, 2002